# Forfølgeren
Forfølgeren (originaltitel The Searchers) er en westernfilm fra 1956, instrueret af John Ford. Filmen handler om Ethan Edwards, en bitter midaldrende enspænder, spillet af John Wayne, som bruger flere år på at lede efter sin bortførte niece. Manuskriptforfatteren Frank S. Nugent baserede historien på en roman af Alan Le May. Filmen har inspireret andre westerns såvel som dramaer, science fiction-film og endda indiske Bollywood-film.

## Handlingen
Året er 1868. Ethan har kæmpet på sydstaternes side under den amerikanske borgerkrig, og han vender nu tilbage til broderens hjem i Texas. Ingen ved, hvad han har lavet i de tre år, der er gået siden borgerkrigens slutning, og ingen spørger. Det antydes, at Ethan har lavet lyssky ting. Kort efter hans ankomst, dør hans bror og svigerinde under et comanche-angreb. Hans to niecer bliver bortført og gården brændt ned. Sammen med broderens adopterede søn, Martin Pawley (spillet af Jeffrey Hunter), der halvblods, forfølger Ethan indianerne for at redde pigerne.
Ethan finder den ældste pige, Lucy, voldtaget og dræbt. De fortsætter med at lede efter den anden pige, Debbie (spillet af Natalie Wood), i flere år. Hun vokser i mellemtiden op og bliver gift med høvdingen Scar (spillet af Henry Brandon. Scar portrætteres som et spejlbillede af Ethan på den anden side at kulturkløften. Til at begynde med ønsker Ethan ikke at redde Debbie; han vil slå hende ihjel, fordi hun har været i seng med en comanche. Hun er i hans øjne besudlet. Martin følger med Ethan for at forhindre ham i at slå Debbie ihjel. Efter mange års eftersøgning finder de Debbie. Ethan skifter mening og slår hende ikke ihjel. Scar bliver dræbt af Martin. Ethan bringer Debbie tilbage til hendes slægtninge.

## Indflydelse
Forfølgeren har haft indflydelse på så forskelligartede film som Taxi Driver og Star Wars Episode IV: Et nyt håb (Luke Skywalkers brændende hjem i begyndelsen af episode IV er en parallel til den brændende gård), Danser med ulve og Saving Private Ryan. Instruktøren David Lean så filmen adskillige gange, da han forberedte Lawrence af Arabien så han kunne få en fornemmelse af, hvordan han filmede et landskab. Sergio Leone, der er en stor beundrer af Ford, har den som en af sine favoritfilm og citerer den i en nøglescene i Vestens hårde halse (også kendt som Once Upon A Time In The West). I Star Wars Episode II: Klonernes angreb er scenene, hvor Anakin kommer ind i sandfolkets landsby, et direkte citat fra Forfølgeren.
John Waynes gentagne replik "That'll be the day" inspirerede Buddy Holly til at skrive sangen af samme navn.

## Inspiration fra virkelige begivenheder
Filmen hævdes ofte at være inspireret af bortførelsen af den ni-årige Cynthia Ann Parker i 1836 af comanche-indianere.
Hun blev "reddet" 25 år senere. Hendes onkel brugte meget af sit liv og sine penge på at lede efter hende, lige som Ethan gør det i filmen. I modsætning til broderen, som blev løskøbt, boede Cythia Ann sammen med indianerstammen og giftede sig. I modsætning til filmen, hvor Debbie er glad for at blive reddet, var Cynthia Anns "redning" rædselsfuld for hende og hendes familie. Hun havde giftet sig med en høvdning og fået to sønner og en datter – datteren kom med hende tilbage til de hvides samfund.
Cynthia Ann affandt sig aldrig med at leve i de hvides samfund og forsøgte flere gange uden held at flygte tilbage til sin comnanche-familie. Hun boede blandt andet hos sin bror og senere hos sin søster og var ofte låst inde på sit værelse, så hun ikke skulle flygte. I 1863 fik Cynthia Ann at vide, at hendes ene søn var død af kopper, og kort tid efter døde hendes datter af influenza. Datterens død var et hårdt slag for Cynthia Ann, der derefter ofte nægtede at tale eller spise. Hun døde som 43-årig af influenza i 1870.
Cynthia Ann Parkers historie var dog kun en ud af mange om børnebortførelser, som dannede den historiske baggrund for Forfølgeren. Filmen er baseret på en roman af Alan Le May, der undersøgte 64 sager om børnebortførelser i Texas, hvoraf de fleste fandt sted i 1860'erne og begyndelsen af 1870'erne (det tidspunkt, hvor filmen foregår). En af årsagerne til at tage fanger var at øge befolkningen i indianerstammerne. Børn, der tilbragte et år eller mere i fangenskab, blev typisk assimileret i prærieindianernes kultur og ønskede ofte ikke at vende tilbage til deres forældre.

## Analyse
Forfølgeren kan ses som en forenklet action-film om to mænds jagt på Debbie og deres hævn, men det ville være at se bort fra både filmens humor og dens subtile udforskning af maskulinitet og racisme. Filmen starter med en dør, der åbnes ud mod vildmarken – scenen er et visuelt motiv med den indrammede dør og tærkslen mellem to verdener. Husets indre repræsenterer civilisationens værdier, mens verden udenfor repræsenterer en mands værdier. Det mørke omrids af en kvinde bevæger sig fra mørket gennem døren og ud i det solbeskinnede landskab. Hun ser en mand nærme sig til hest fra ørkenen. Dette er et billede, der er typisk for westerns, men brugen af det her er forbilledligt. I baggrunden høres sangen Lorena, der var en favorit blandt soldaterne under borgerkrigen. Den mindede dem om de små kære, som de havde efterladt hjemme under krigen. Brugen af sangen i filmen er også symbolsk, idet den refererer til de familiemedlemmer, der døde under indianerangrebet. Ydermere er den et udtryk for Ethans kærlighed til svigerinden, Martha, som han ikke har set i årevis.
Forfølgeren overholder alle reglerne og konventionerne i western-genren – ørkenlandskabet, det lille sammentømrede samfund, og cowboys, der levede i en tid, hvor man, hvad enten man var helt eller skurk, overholdt visse æresbegreber og altid fortalte sandheden, aldrig snød andre ærlige mænd og hvor man tog hatten af for kvinder. Filmen omhandler temaer som racisme, individualitet, den amerikanske nationalkarakter i, og modsætningen mellem civilisationen og den utæmmede vildmark.
I Forfølgeren har hovedpersonen Ethan Edwards sine egne stærke overbevisninger. Han påstår hårdnakket at det at leve sammen med indianerne er det samme som ikke at være i live, og han ser ikke noget moralsk dilemma i at myrde den bortførte pige, når han engang finder hende. Filmens største plus er Ethans målbevidsthed i jagten på Debbie. Ethans fem år lange eftersøgning for brændstof af hans had til comanche-indianerne og af hans ønske om hævn (og måske retfærdighed). "Der står mere på spil her end din søster" siger præsten i slutningen af filmen, da de forbereder angrebet på indianerlandsbyen, og han antyder hermed, at det ikke blot drejer sig om en almindelig redningsaktion.
Hvad der også har bidraget til filmens populatiter er, at mange af Fords kendetegn – den rolige stil og de store panorerende billeder – nærmest er forsvundet. En anden faktor er personernes dybde, især John Wayne i filmens slutning.
Filmen kan fortolkes som en kritik af den slags westerns, Wayne normalt spillede med i (selvom Wayne sikkert ville have været uenig i fortolkningen). Waynes rolle, Ethan Edwards, er en rugende og forstyrret racist. Vesten er et truende, endda uhyggeligt sted. Men i modsætning til visse revisionistiske westerns fra 1950'erne, f.eks. Den brudte pil (originaltitel Broken Arrow), er de indfødte amerikanere fremstillet i et negativt lys – de massakrerer de hvide nybyggere, voldtager dem og bortfører deres børn.